# Монтезума-Крік (Юта)
Монтезума-Крік (англ. Montezuma Creek) — переписна місцевість (CDP) в США, в окрузі Сан-Хуан штату Юта. Населення — 284 особи (2020).

## Географія
Монтезума-Крік розташована за координатами 37°15′5″ пн. ш. 109°18′13″ зх. д. / 37.25139° пн. ш. 109.30361° зх. д. (37.251500, -109.303710).  За даними Бюро перепису населення США в 2010 році переписна місцевість мала площу 32,09 км², з яких 30,97 км² — суходіл та 1,13 км² — водойми.

## Демографія
Згідно з переписом 2010 року, у переписній місцевості мешкало 335 осіб у 92 домогосподарствах у складі 75 родин. Густота населення становила 10 осіб/км².  Було 100 помешкань (3/км²).
Расовий склад населення:
| - 94,9 % — корінних американців - 4,2 % — білих |

До двох чи більше рас належало 0,9 %. Частка іспаномовних становила 3,6 % від усіх жителів.
За віковим діапазоном населення розподілялося таким чином: 32,8 % — особи молодші 18 років, 60,3 % — особи у віці 18—64 років, 6,9 % — особи у віці 65 років та старші. Медіана віку мешканця становила 25,5 року. На 100 осіб жіночої статі у переписній місцевості припадало 108,1 чоловіків;  на 100 жінок у віці від 18 років та старших — 104,5 чоловіків також старших 18 років.
Середній дохід на одне домашнє господарство  становив 27 692 долари США (медіана — 16 705), а середній дохід на одну сім'ю — 32 041 долар (медіана — 28 333). За межею бідності перебувало 51,4 % осіб, у тому числі 67,0 % дітей у віці до 18 років та 68,4 % осіб у віці 65 років та старших.
Цивільне працевлаштоване населення становило 74 особи. Основні галузі зайнятості: освіта, охорона здоров'я та соціальна допомога — 39,2 %, виробництво — 18,9 %, роздрібна торгівля — 12,2 %, будівництво — 10,8 %.